# Проживаемая религия
Прожива́емая религия (англ. lived religion) — в религиоведении так называется этнографический и целостный подход к пониманию верований, практик и каждодневного опыта религиозных людей. Это понятие берёт начало во французской традиции социологии религии, где давно использовалась фраза la religion vécue с этим значением. Во второй половине XX века благодаря работам религиоведов Роберта Орси и Дэвида Холла этот термин и описываемый им подход стали использоваться англоязычными религиоведами. Изучение проживаемой религии вышло за рамки социологии и включает в себя разнообразные подходы (социологический, культурный, этнографический, исторический и др.) к исследованию того, что религиозный человек делает и во что он верит.
Концепция «проживаемой религии» включает в себя рассмотрение как индивидуального религиозного опыта, так и общественных форм проживания религии. Она призывает исследователей обратить особое внимание на опыт контакта со священным и его материальные проявления. Таким образом, объектом изучения становятся отношения между человеком и иконой или другими культовыми предметами, а также выстраиваемые благодаря этим отношениям связи между людьми и священным.

## Варианты перевода на русский
В переводах на русский язык использовались термины «проживаемая религия» и «переживаемая религия». Также встречался термин «живая религия», но он же используется для обозначения существующей сейчас (актуальной, не мёртвой) религиозной веры.